# RSK Olimpiski
Pour les articles homonymes, voir Stade Lokomotiv.
Le RSK Olimpiski (en ukrainien : Регіональний спортивний комплекс «Олімпійський»), anciennement appelé Stade Lokomotiv, est un stade omnisports situé à Donetsk en Ukraine. Il a été inauguré en 1958 et est le stade de la réserve du FC Chakhtar Donetsk. 
Le stade a une capacité maximum de 25 831 places, il est actuellement habilité pour le football et l'athlétisme.

## Histoire
Après sa reconstruction en 2003, le stade a accueilli le rival du Chakhtior, le Metalurg Donetsk, mais depuis 2004 le Chakhtior est le seul club à jouer ses matchs au stade.
De 2004 à 2009, le Chakhtior utilise ce stade avant la construction de son stade 5 étoiles, le Donbass Arena d'une capacité d'environ 50 000 places.
En 2009, il accueillit le championnat d'Europe de football de moins de 19 ans.
En 2013, le stade accueillit le Championnat du monde d'athlétisme jeunesse.

## Événements
- Championnat d'Europe de football des moins de 19 ans 2009
- Championnats du monde d'athlétisme jeunesse 2013

## Galerie

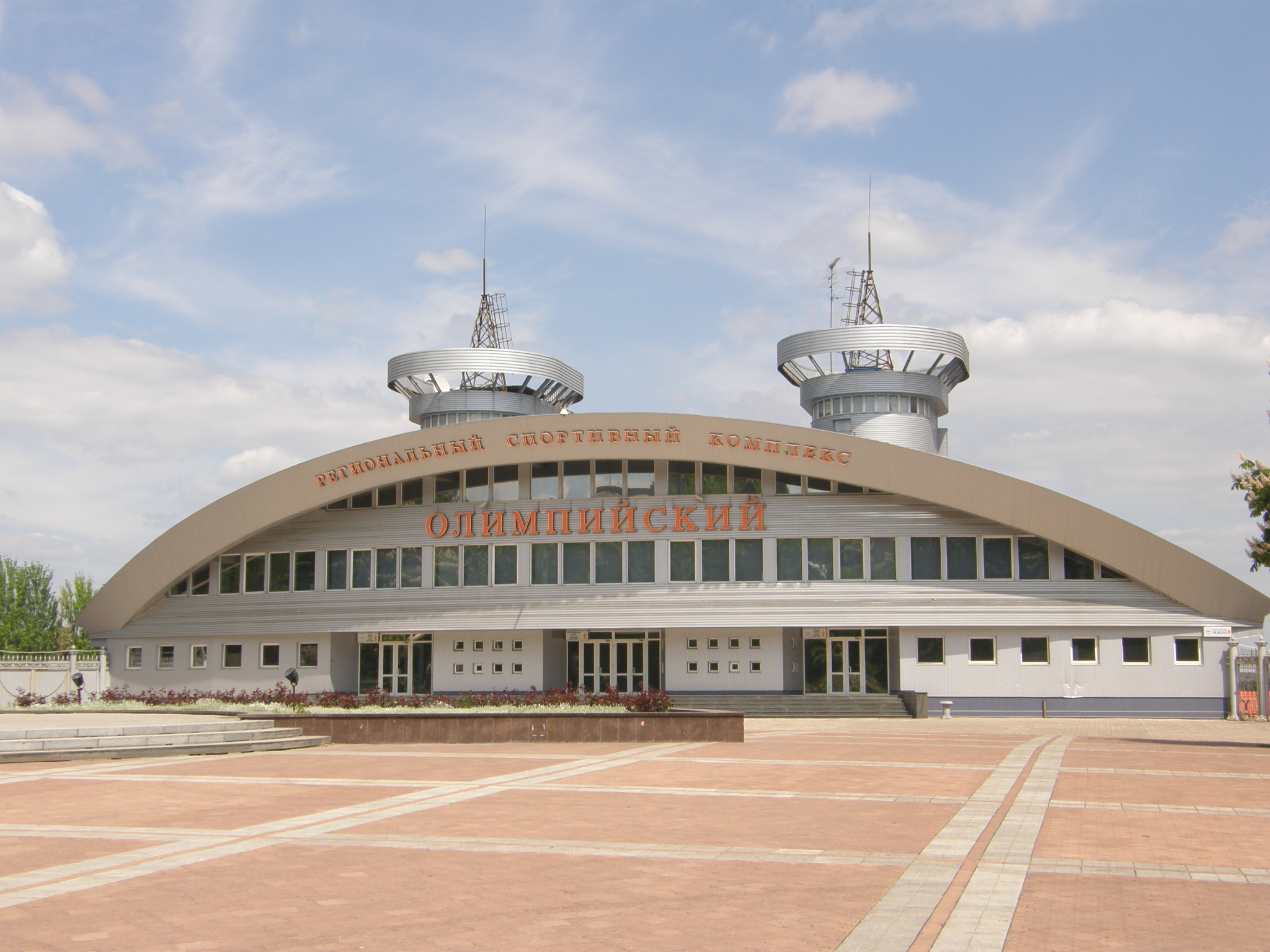
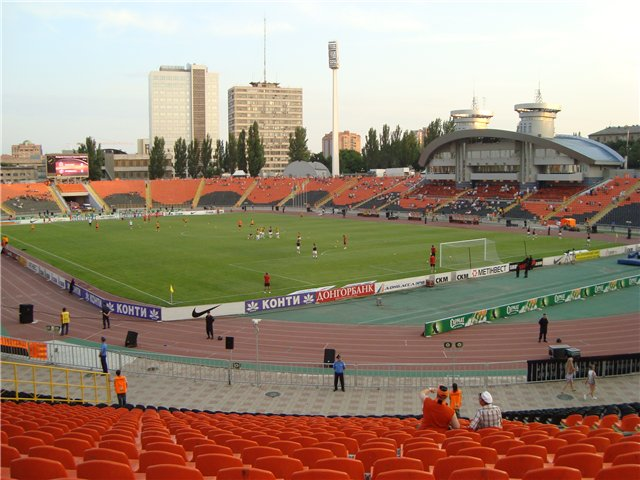